# Diaporthaceae
Famille
Les Diaporthaceae sont une famille de champignons ascomycètes de l'ordre des Diaporthales.
Cette famille comprend diverses espèces de champignons phytopathogènes.

## Liste des genres
Selon Catalogue of Life (27 novembre 2014) :
- genre Allantoporthe
- genre Apioporthella
- genre Chorostate
- genre Chromocytospora
- genre Clypeocarpus
- genre Clypeorhynchus
- genre Cyphellopycnis
- genre Diaporthe
- genre Diaporthopsis
- genre Endogloea
- genre Fragosoella
- genre Haplophoma
- genre Lasiostroma
- genre Leucodiaporthe
- genre Leucophomopsis
- genre Malacostroma
- genre Mazzantia
- genre Melanoporthe
- genre Myxolibertella
- genre Petasodes
- genre Phomopsella
- genre Phomopsioides
- genre Phomopsis
- genre Placophomopsis
- genre Pseudophomopsis
- genre Scleropycnium
- genre Septomazzantia

## Liste des genres, espèces et variétés
Selon NCBI (27 novembre 2014) :
- genre Diaporthe
  - Diaporthe acaciigena
  - Diaporthe acerina
  - Diaporthe actinidiae
  - Diaporthe alleghaniensis
  - Diaporthe alnea
  - Diaporthe ambigua
  - Diaporthe ampelina
  - Diaporthe amygdali
  - Diaporthe anacardii
  - Diaporthe angelicae
  - Diaporthe aquatica
  - Diaporthe arctii
  - Diaporthe arecae
  - Diaporthe arengae
  - Diaporthe aspalathi
  - Diaporthe australafricana
  - Diaporthe batatas
  - Diaporthe beckhausii
  - Diaporthe beilharziae
  - Diaporthe bicincta
  - Diaporthe brasiliensis
  - Diaporthe canthii
  - Diaporthe carpini
  - Diaporthe cassines
  - Diaporthe castaneae-mollisimae
  - Diaporthe caulivora
  - Diaporthe celastrina
  - Diaporthe ceratozamiae
  - Diaporthe chamaeropis
  - Diaporthe cinerascens
  - Diaporthe citri
  - Diaporthe citriasiana
  - Diaporthe citrichinensis
  - Diaporthe conorum
  - Diaporthe convolvuli
  - Diaporthe cotoneastri
  - Diaporthe crataegi
  - Diaporthe crotalariae
  - Diaporthe cuppatea
  - Diaporthe cynaroidis
  - Diaporthe cytosporella
  - Diaporthe decedens
  - Diaporthe detrusa
  - Diaporthe diospyricola
  - Diaporthe elaeagni
  - Diaporthe elonis
  - Diaporthe endophytica
  - Diaporthe eres
  - Diaporthe eucalyptorum
  - Diaporthe eugeniae
  - Diaporthe fibrosa
  - Diaporthe foeniculacea
  - Diaporthe foeniculina
  - Diaporthe fraxini-angustifoliae
  - Diaporthe ganjae
  - Diaporthe gardeniae
  - Diaporthe gulyae
  - Diaporthe helianthi
  - Diaporthe hickoriae
  - Diaporthe hongkongensis
  - Diaporthe hordei
  - Diaporthe impulsa
  - Diaporthe inconspicua
  - Diaporthe infecunda
  - Diaporthe isoberliniae
  - Diaporthe juglandina
  - Diaporthe kochmanii
  - Diaporthe kongii
  - Diaporthe kyushuensis
  - Diaporthe leucospermi
  - Diaporthe litchicola
  - Diaporthe lithocarpus
  - Diaporthe longicolla
  - Diaporthe longispora
  - Diaporthe lusitanicae
  - Diaporthe mahothocarpus
  - Diaporthe manihotia
  - Diaporthe mayteni
  - Diaporthe maytenicola
  - Diaporthe megalospora
  - Diaporthe melonis
    - variété Diaporthe melonis var. brevistylospora
    - variété Diaporthe melonis var. melonis

  - Diaporthe meridionalis
  - Diaporthe musigena
  - Diaporthe neilliae
  - Diaporthe neoarctii
  - Diaporthe nitschkei
  - Diaporthe nobilis
  - Diaporthe nomurai
  - Diaporthe nothofagi
  - Diaporthe novem
  - Diaporthe oncostoma
  - Diaporthe oxe
  - Diaporthe padi
    - variété Diaporthe padi var. padi

  - Diaporthe paranensis
  - Diaporthe parapterocarpi
  - Diaporthe pardalota
  - Diaporthe pascoei
  - Diaporthe passiflorae
  - Diaporthe perjuncta
  - Diaporthe perniciosa
  - Diaporthe perseae
  - Diaporthe phaseolorum
    - variété Diaporthe phaseolorum var. meridionalis

  - Diaporthe phoenicicola
  - Diaporthe pseudomangiferae
  - Diaporthe pseudophoenicicola
  - Diaporthe psoraleae
  - Diaporthe psoraleae-pinnatae
  - Diaporthe pterocarpi
  - Diaporthe pterocarpicola
  - Diaporthe pulla
  - Diaporthe pustulata
  - Diaporthe raonikayaporum
  - Diaporthe rhoina
  - Diaporthe rhusicola
  - Diaporthe rudis
  - Diaporthe saccarata
  - Diaporthe salicicola
  - Diaporthe scabra
  - Diaporthe schini
  - Diaporthe sclerotioides
  - Diaporthe scobina
  - Diaporthe sojae
  - Diaporthe sophorae
  - Diaporthe stewartii
  - Diaporthe stictica
  - Diaporthe strumella
  - Diaporthe subordinaria
  - Diaporthe tanakae
  - Diaporthe tecomae
  - Diaporthe terebinthifolii
  - Diaporthe ternstroemia
  - Diaporthe thunbergii
  - Diaporthe toxica
  - Diaporthe vaccinii
  - Diaporthe vangueriae
  - Diaporthe vexans
  - Diaporthe woodii
  - Diaporthe woolworthii
  - cf. Diaporthe sp. C15
  - cf. Diaporthe sp. Fun510A
  - Diaporthe sp.c L1-M61
- genre Diaporthella
  - Diaporthella corylina
- genre Mazzantia
  - Mazzantia galii
  - Mazzantia napelli
- genre Ophiodiaporthe
  - Ophiodiaporthe cyatheae
- genre Phaeocytostroma
  - Phaeocytostroma ambiguum
  - Phaeocytostroma megalosporum
  - Phaeocytostroma plurivorum
  - Phaeocytostroma sacchari
- genre Stenocarpella
  - Stenocarpella macrospora
  - Stenocarpella maydis